# Cnemathraupis
Genre
Cnemathraupis est un genre d'oiseaux de la famille des Thraupidae.

## Liste des espèces
Selon la classification de référence du Congrès ornithologique international (14.2, 2024) il comporte deux espèces :
- Cnemathraupis eximia (Audubon, 1844) – Tangara à poitrine noire
- Cnemathraupis aureodorsalis (Audubon, 1829) – Tangara à dos d'or